# Kareta obrovská
Kareta obrovská (Chelonia mydas) je druh velké mořské želvy z čeledi karetovitých.
Kareta obrovská obývá víceméně všechna moře v tropickém a subtropickém pásu a také některá moře v mírném pásu. Jako většina mořských želv, i tato migruje na velké vzdálenosti mezi oblastí, kde shání potravu, a hnízdištěm.

## Popis
Po kožatce velké se jedná o druhou největší mořskou želvu světa, krunýř dospělé karety může být 100 až 120 cm dlouhý, a ona sama váží až 200 kg. Barevný vzor na krunýři se se stárnutím želvy různě mění. Čerstvě vylíhlá mláďata mají většinou černý krunýř a světle zbarvený plastron.

## Způsob života

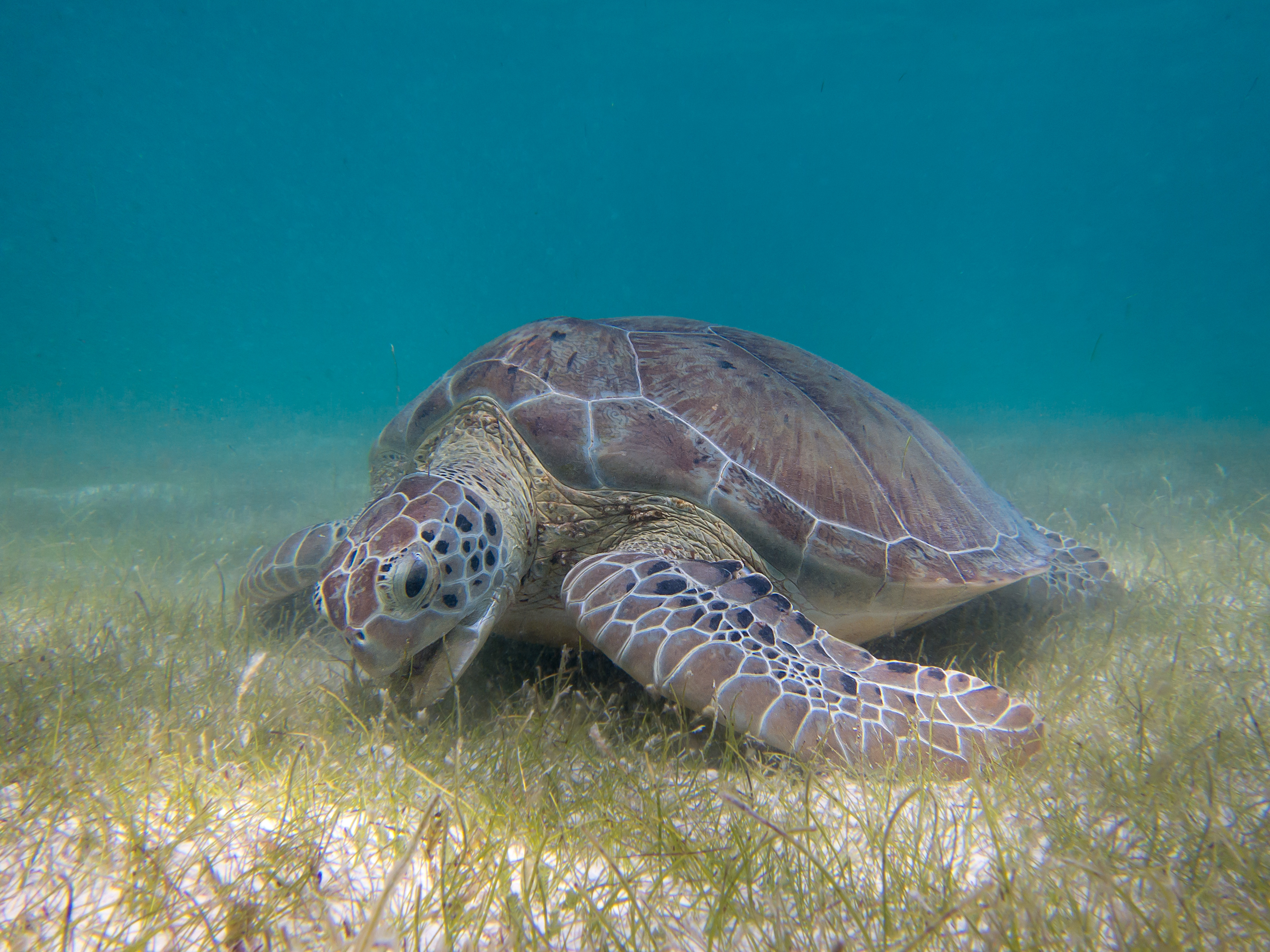
Kareta obrovská

Karety obrovské putují tisíce kilometrů za potravou a rozmnožováním. Samice kladou vejce do písku na pláže, na nichž se samy narodily. Samice pro vejce vyhrabává díry, do kterých je klade. Vejce i mláďata, která se z nich později líhnou, jsou oblíbenou a snadno získatelnou potravou pro spoustu živočichů,, jako jsou krabi, malí mořští savci nebo mořští ptáci. O mláďata se nikdo nestará a pravděpodobně se dospělosti dožije pouze každá stá kareta obrovská. Karety jsou dokonale přizpůsobené životu v moři a poté, co se dostanou do vody, se na souš vracejí pouze samice kvůli kladení vajec. Mláďata se živí hlavně masitou potravou, zatímco dospělci preferují rostlinnou potravu.

## Ohrožení
Kareta obrovská je coby ohrožený druh chráněna – je například na seznamu Úmluvy o mezinárodním obchodu s ohroženými druhy volně žijících živočichů a rostlin. Lidé jí ovšem škodí i neúmyslně, ať už skrze znečištění, nebo například při rybolovu, kdy často uvízne v síti s rybami. Želví mláďata jsou navíc ohrožována i některými zvířaty, například mořskými savci a kraby. Vejce klade do písku, aby byla lépe chráněna před predátory. V dospělosti jsou jejími jedinými nepřáteli větší druhy žraloků (zejména žralok tygří) a člověk.

## Údaje o druhu

### poddruhy
- kareta obrovská atlantská
- kareta obrovská japonská
- kareta obrovská tichomořská

Délkav průměru 78–120 cm
Hmotnostv průměru 68–190 kg
Délka životaaž kolem 80 let